# Sergei Jewgenjewitsch Swjagin
Sergei Jewgenjewitsch Swjagin (russisch Сергей Евгеньевич Звягин; * 17. Februar 1971 in Moskau, Russische SFSR) ist ein ehemaliger russischer Eishockeytorwart.

## Karriere
Sergei Swjagin begann seine Karriere als Eishockeyspieler bei Krylja Sowetow Moskau, für die er von 1990 bis 1993 in der russischen Superliga aktiv war. Anschließend spielte er in der folgenden Spielzeit für deren Ligarivalen HK ZSKA Moskau, sowie die Russian Penguins – eine Auswahl von ZSKA-Spielern, die aus Vermarktungsgründen einige Spiele gegen Teams der nordamerikanischen International Hockey League bestritt. Wie auch sein damaliger Torhüterkollege Nikolai Chabibulin verblieb Swjagin in Nordamerika und lief von 1994 bis 1996 für die Detroit Falcons in der Colonial Hockey League sowie von 1996 bis 1999 für die Quad City Mallards aus der United Hockey League auf. Mit den Mallards gewann er 1996 und 1997 den Colonial Cup sowie 1997 den Tarry Cup.
In der Saison 1999/2000 stand Swjagin für GEC Nordhorn und die Crocodiles Hamburg aus der 2. Eishockey-Bundesliga zwischen den Pfosten, bevor er von 2000 bis 2002 erneut in der United Hockey League spielte, wo er für die Adirondack Ice Hawks Tore verhinderte. Während der Saison 2001/02 kehrte der Goalie nach Russland zurück, wo er zunächst von 2002 bis 2005 für Neftechimik Nischnekamsk, sowie anschließend weitere drei Jahre beim HK Dynamo Moskau unter Vertrag stand. Mit Dynamo Moskau gewann er 2006 den IIHF European Champions Cup. Die Saison 2007/08 beendete Swjagin bei Torpedo Nischni Nowgorod, ehe er im Sommer 2008 von Lokomotive Jaroslawl verpflichtet wurde. Als Ersatzmann von Georgi Gelaschwili absolvierte er fünf Spiele der Hauptrunde sowie ein Playoffspiel in der neugegründeten Kontinentalen Hockey-Liga. Die Saison 2009/10 verbrachte er zunächst beim KHL-Team Witjas Tschechow und schließlich bei den Flint Generals in der IHL. Anschließend beendete er seine Karriere.

### International
Für die UdSSR nahm Swjagin an der U20-Junioren-Weltmeisterschaft 1991 teil. Für Russland spielte er bei den Weltmeisterschaften 2005 und 2006.

## Erfolge und Auszeichnungen
- 1996 Colonial-Cup-Gewinn mit den Quad City Mallards
- 1997 Tarry-Cup-Gewinn mit den Quad City Mallards
- 1997 Colonial-Cup-Gewinn mit den Quad City Mallards
- 2006 IIHF-European-Champions-Cup-Gewinn mit dem HK Dynamo Moskau

### International
- 1991 Silbermedaille bei der Junioren-Weltmeisterschaft
- 2005 Bronzemedaille bei der Weltmeisterschaft
- 2013 Aufstieg mit Kasachstan in die Top-Division bei der Weltmeisterschaft der Division I, Gruppe A (als Assistenztrainer)